# Alyssomyia misera
Alyssomyia misera är en tvåvingeart som beskrevs av Artigas 1973. Alyssomyia misera ingår i släktet Alyssomyia och familjen rovflugor. Inga underarter finns listade i Catalogue of Life.